# Лазу (Мехединци)
Лазу (рум. Lazu) насеље је у Румунији у округу Мехединци у општини Маловац. Oпштина се налази на надморској висини од 259 m.

## Становништво
Према подацима из 2002. године у насељу је живело 143 становника, од којих су сви румунске националности.